# 宍戸久一郎
宍戸久一郎（ししど きゅういちろう、1948年10月9日 - ）は、日本の俳優。福島県出身。趣味・特技は、柔道、ギター、東北弁。劇団幻想劇場の主力メンバーだった。

## 出演作品

### テレビドラマ
- おしどり右京捕物車（1974年、朝日放送）
- Gメン75（TBS）
  - 第63話「拳銃を撃てない警官」（1976年）
  - 第199話「土曜日にネズミを殺せ！」（1979年）
  - 第241話「囚人護送」（1980年）
  - 第271話「警視庁パトカー盗難事件」−修理工場の工員（1980年）
  - 第276話「夜囁く女の骸骨」−捜査員Ｂ（1980年）
  - 第281話「夜歩く魔物の花嫁」−捜査員（黒谷署）（1980年）
  - 第285話「満月の夜 女の血を吸う男」−捜査員B（黒谷署）（1980年）
  - 第290話「X'masカードの中の人骨」−捜査員B（黒谷署）（1980年）
  - 第296話「雪の夜 悪魔が生んだ赤ん坊」−捜査員B（1981年）
  - 第299話「青い目の人形バラバラ殺人事件」−刑事Ａ（所轄署）（1981年）
  - 第302話「露天風呂に浮かんだ白い死体」−刑事Ｂ（黒谷署）（1981年）
  - 第309話「15年も生きていた死体」（1981年）
  - 第312話「口紅連続殺人事件」（1981年）
  - 第314話「赤いレインコートの暗殺者」−捜査員（1981年）
  - 第327話「マイホーム 親と子の殺し合い事件」−捜査員（西多摩署）（1981年）
  - 第341話「サンタクロース殺人事件」（1981年）
  - 第342話「ストッキング絞殺事件」−捜査員Ｂ（1981年）
  - 第345話「電話ＢＯＸ連続殺人事件」（1981年）
  - 第349話「カムバック・サーモン殺人事件」−多摩署少年課捜査員（1982年）
  - 第351話「幽霊の指紋」−黒谷署捜査員Ｂ（1982年）
- Gメン'82（TBS）
  - 第2話「アイドル歌手 トリック殺人」（1982年）
  - 第16話「花嫁強盗団」−パチンコ屋の店員A（1983年）
- 明日の刑事（1977年‐1979年、TBS）
- 特捜最前線（1977年‐1987年、テレビ朝日）
- 仮面ライダースーパー1（1980年‐1981年、毎日放送）
- おしん（1983年‐1984年、NHK）
- 山河燃ゆ（1984年‐同年12月23日、NHK）

### 映画
- 劇場版仮面ライダースーパー1（1981年、東映）
- 爆発! 750cc族（1976年、東映）